# همزمان‌سازی فریم
در مخابرات، هم‌زمان‌سازی فریم یا هم‌زمانش فریم یا فریم‌بندی فرآیندی است که طی آن، هنگام دریافت جریانی از داده‌های فریم‌شده، سیگنال‌های هم‌ترازی فریم ورودی (یعنی توالی بیت‌های متمایز یا همگام‌واژه‌ها (به انگلیسی: syncword)) شناسایی می‌شوند (یعنی از بیت‌های داده متمایز می‌شوند) و به داده‌ها اجازه می‌دهند. بیت‌های درون فریم برای رمزگشایی یا ارسال دوباره (به انگلیسی: retransmission) استخراج شوند.

## فریم‌بندی
اگر انتقال موقتاً قطع شود، یا یک رویداد لغزش بیت رخ‌دهد، گیرنده را باید باز-هم‌زمانید (به انگلیسی: re-synchronize).

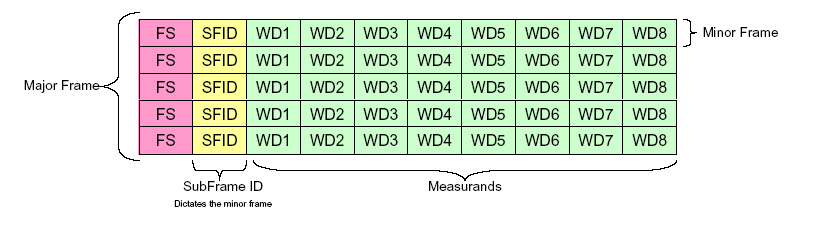
جریان PCM همزمانیدهٔ فریم - کاربرد دورسنجی

### مقالات علمی
- J. L. Massey. "Optimum frame synchronization ". IEEE trans. comm., com-20(2):115-119, April 1972.
- R Scholtz. "Frame synchronization techniques", IEEE Transactions on Communications, 1980.
- P. Robertson. "Optimal Frame Synchronization for Continuous and Packet Data Transmission", PhD Dissertation, 1995, Fortschrittberichte VDI Reihe 10, Nr. 376 PDF